# EUR馬利亞納站
EUR馬利亞納站（義大利語：EUR Magliana）是羅馬地鐵的一個車站。EUR馬利亞納站位於EUR區，是羅馬地鐵B線的車站。EUR馬利亞納站開通於1924年。車站建築以及經過多次重建。

## 外部連結
维基共享资源上的相關多媒體資源：EUR馬利亞納站
- ATAC（页面存档备份，存于）
- Met.Ro S.p.A
- Met.Ro S.p.A（页面存档备份，存于）